# Nadežda Chnykina
Nadežda Pavlovna Chnykina, coniugata Dvališvili (in russo Надежда Павловна Хныкина-Двалишвили?, in georgiano ნადეჟდა ხნიკინა-დვალიშვილი?, Nadezhda Khnik'ina-Dvalishvili; Baku, 24 giugno 1933), è un'ex velocista e lunghista sovietica.

## Palmarès

### Olimpiadi
- Bronzo a Helsinki 1952 nei 200 metri piani.
- Bronzo a Melbourne 1956 nel salto in lungo.